# Bni Nsar
Die Bni Nsar war ein 1972 als Ferry Akashi in Japan gebautes Fährschiff, das bis Dezember 2011 für die marokkanische Fährgesellschaft Comanav im Einsatz stand. Nach der Insolvenz der Reederei wurde das Schiff ausgemustert und 2014 im türkischen Aliağa abgewrackt.

## Geschichte

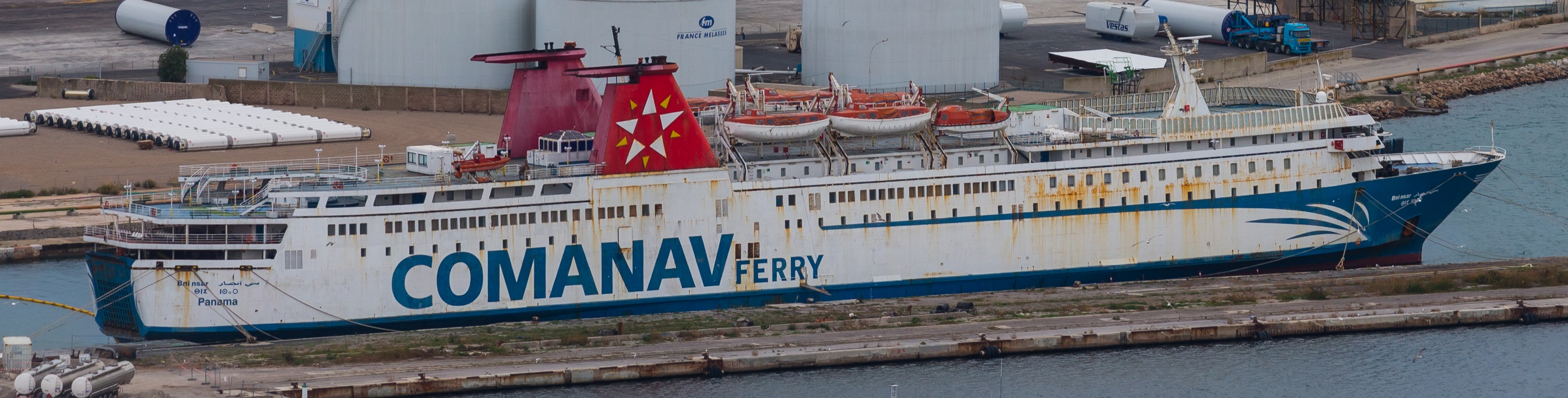
Die aufgelegte Bni Nsar in Sète, Juli 2013

Die Ferry Akashi entstand unter der Baunummer 170 bei Kanda Shipbuilding in Kure und lief am 28. August 1972 vom Stapel. Nach der Ablieferung an die japanische Reederei Hankyu Ferry am 15. November 1972 nahm das Schiff im selben Monat den Fährdienst von Kobe nach Kokura auf. Es ergänzte hierbei sein bereits im August 1972 in Dienst gestelltes Schwesterschiff Ferry Nagato, das jedoch eine weitaus kürzere Dienstzeit hatte und bereits 2003 als Felicia zum Abbruch nach Aliağa ging.
Die Ferry Akashi blieb fast zwanzig Jahre lang für Hankyu Ferry in Betrieb, bis sie 1991 als Dame M an die griechische Reederei Marlines verkauft und in Keratsini umgebaut wurde. Hierbei wurde das Aussehen des Schiffes stark verändert, seine Tonnage erhöhte sich von 6.987 auf 14.015 BRZ um mehr als das Doppelte. Nach Abschluss der Umbauarbeiten stand die Dame M auf der Strecke von Ancona nach Patras im Einsatz.
Von 1996 bis 1999 fuhr das Schiff mehrfach unter Charter für die marokkanische Fährgesellschaft Comanav, seinen späteren Eigentümer. In der restlichen Zeit blieb es weiterhin für Marlines im Dienst. 1999 wurde die Dame M von Pilot Shipping in Limassol gekauft und in Salamis Star umbenannt. Im Mai 2005 charterte Comanav die Salamis Star und benannte sie in Marrakech Express um. Das Schiff wurde fortan auf der Strecke von Tunis nach Sète und Genua eingesetzt. Im Januar 2008 kaufte Comanav die bis dahin nur gecharterte Marrakech Express. Im März desselben Jahres diente sie als Hotelschiff während einer Konferenz der Organisation für Islamische Zusammenarbeit in Dakar.
Seit April 2010 trug das Schiff den Namen Bni Nsar, seine Einsatzstrecke blieb jedoch dieselbe. Im Dezember 2011 geriet Comanav in finanzielle Schwierigkeiten und wurde schließlich 2012 aufgelöst, nachdem die Muttergesellschaft Comarit Insolvenz anmelden musste. Die Bni Nsar beendete ihre letzte Überfahrt am 4. Dezember und lag anschließend aufgelegt in Sète.
Nach über zweieinhalb Jahren Aufliegezeit in Sète wurde das Schiff im Juli 2014 ins türkische Aliağa geschleppt, wo es am 31. Juli 2014 unter dem Überführungsnamen Sar zum Abbruch eintraf.